# 스타 인생극장
《스타 인생극장》은 2011년 11월 7일부터 2012년 9월 7일까지 방송된 다큐멘터리 프로그램인데 당초 월~목 오후 7시 45분에 편성됐으나 KBS가 《선녀가 필요해》를 통해 일일시트콤을 부활시킴에 따라 2012년 2월 27일부터 월~금 오후 8시 20분으로 옮겨갔지만 동시간대에 드라마(KBS 1TV MBC)를 하다 보니 어려움이 부딪힐 때가 많아 같은 해 9월 7일 방영분을 끝으로 폐지됐으며 9월 17일부터 9월 21일까지 스페셜 편성됐다.

## 기획 의도
- 스타들의 삶을 다큐미니시리즈로 제작 · 방송되었다.

## 방영 일시
| 방영 채널 | 방영 기간                         | 방영 시간                                |
| --------- | --------------------------------- | ---------------------------------------- |
| KBS 2TV   | 2011년 11월 7일 ~ 2012년 2월 23일 | 월요일 ~ 목요일 저녁 7시 45분 ~ 8시 20분 |
| KBS 2TV   | 2012년 2월 27일 ~ 2012년 9월 7일  | 월요일 ~ 금요일 저녁 8시 20분 ~ 8시 50분 |

## 방영 목록

### 2011년
| 회차 | 방영일    | 출연자   |
| ---- | --------- | -------- |
| 1회  | 11월 7일  | 류시원   |
| 1회  | 11월 8일  | 류시원   |
| 1회  | 11월 9일  | 류시원   |
| 1회  | 11월 10일 | 류시원   |
| 2회  | 11월 14일 | 부활     |
| 2회  | 11월 15일 | 부활     |
| 2회  | 11월 16일 | 부활     |
| 2회  | 11월 17일 | 부활     |
| 3회  | 11월 21일 | 소녀시대 |
| 3회  | 11월 22일 | 소녀시대 |
| 3회  | 11월 23일 | 소녀시대 |
| 3회  | 11월 24일 | 소녀시대 |
| 4회  | 11월 28일 | 김갑수   |
| 4회  | 11월 29일 | 김갑수   |
| 4회  | 11월 30일 | 김갑수   |
| 4회  | 12월 1일  | 김갑수   |
| 5회  | 12월 5일  | 자우림   |
| 5회  | 12월 6일  | 자우림   |
| 5회  | 12월 7일  | 자우림   |
| 5회  | 12월 8일  | 자우림   |
| 6회  | 12월 12일 | 원더걸스 |
| 6회  | 12월 13일 | 원더걸스 |
| 6회  | 12월 14일 | 원더걸스 |
| 6회  | 12월 15일 | 원더걸스 |
| 7회  | 12월 19일 | 서인영   |
| 7회  | 12월 20일 | 서인영   |
| 7회  | 12월 21일 | 서인영   |
| 7회  | 12월 22일 | 서인영   |
| 8회  | 12월 26일 | 김용림   |
| 8회  | 12월 27일 | 김용림   |
| 8회  | 12월 28일 | 김용림   |
| 8회  | 12월 29일 | 김용림   |

### 2012년
| 회차 | 방영일   | 출연자        |
| ---- | -------- | ------------- |
| 9회  | 1월 2일  | 싸이          |
| 9회  | 1월 3일  | 싸이          |
| 9회  | 1월 4일  | 싸이          |
| 9회  | 1월 5일  | 싸이          |
| 10회 | 1월 9일  | 황정음        |
| 10회 | 1월 10일 | 황정음        |
| 10회 | 1월 11일 | 황정음        |
| 10회 | 1월 12일 | 황정음        |
| 11회 | 1월 16일 | 컬투          |
| 11회 | 1월 17일 | 컬투          |
| 11회 | 1월 18일 | 컬투          |
| 11회 | 1월 19일 | 컬투          |
| 12회 | 1월 25일 | 김남일 김보민 |
| 12회 | 1월 26일 | 김남일 김보민 |
| 13회 | 1월 30일 | 설운도        |
| 13회 | 1월 31일 | 설운도        |
| 13회 | 2월 1일  | 설운도        |
| 13회 | 2월 2일  | 설운도        |
| 14회 | 2월 6일  | 박시후        |
| 14회 | 2월 7일  | 박시후        |
| 14회 | 2월 8일  | 박시후        |
| 14회 | 2월 9일  | 박시후        |
| 15회 | 2월 13일 | 김경호        |
| 15회 | 2월 14일 | 김경호        |
| 15회 | 2월 15일 | 김경호        |
| 15회 | 2월 16일 | 김경호        |
| 16회 | 2월 20일 | 선우용여      |
| 16회 | 2월 21일 | 선우용여      |
| 16회 | 2월 22일 | 선우용여      |
| 16회 | 2월 23일 | 선우용여      |
| 17회 | 2월 27일 | 토니 안       |
| 17회 | 2월 28일 | 토니 안       |
| 17회 | 2월 29일 | 토니 안       |
| 17회 | 3월 1일  | 토니 안       |
| 17회 | 3월 2일  | 토니 안       |
| 18회 | 3월 5일  | 인순이        |
| 18회 | 3월 6일  | 인순이        |
| 18회 | 3월 7일  | 인순이        |
| 18회 | 3월 8일  | 인순이        |
| 18회 | 3월 9일  | 인순이        |
| 19회 | 3월 12일 | 유진          |
| 19회 | 3월 13일 | 유진          |
| 19회 | 3월 15일 | 유진          |
| 19회 | 3월 16일 | 유진          |
| 20회 | 3월 19일 | 2AM           |
| 20회 | 3월 20일 | 2AM           |
| 20회 | 3월 21일 | 2AM           |
| 20회 | 3월 22일 | 2AM           |
| 20회 | 3월 23일 | 2AM           |
| 21회 | 3월 26일 | 전원주        |
| 21회 | 3월 27일 | 전원주        |
| 21회 | 3월 28일 | 전원주        |
| 21회 | 3월 29일 | 전원주        |
| 21회 | 3월 30일 | 전원주        |
| 22회 | 4월 2일  | 이현우        |
| 22회 | 4월 3일  | 이현우        |
| 22회 | 4월 4일  | 이현우        |
| 22회 | 4월 5일  | 이현우        |
| 22회 | 4월 6일  | 이현우        |
| 23회 | 4월 9일  | 태진아        |
| 23회 | 4월 10일 | 태진아        |
| 23회 | 4월 11일 | 태진아        |
| 23회 | 4월 12일 | 태진아        |
| 23회 | 4월 13일 | 태진아        |
| 24회 | 4월 16일 | 하하          |
| 24회 | 4월 17일 | 하하          |
| 24회 | 4월 18일 | 하하          |
| 24회 | 4월 19일 | 하하          |
| 24회 | 4월 20일 | 하하          |
| 25회 | 4월 23일 | 박현빈        |
| 25회 | 4월 24일 | 박현빈        |
| 25회 | 4월 25일 | 박현빈        |
| 25회 | 4월 26일 | 박현빈        |
| 25회 | 4월 27일 | 박현빈        |
| 26회 | 4월 30일 | 이승환        |
| 26회 | 5월 1일  | 이승환        |
| 26회 | 5월 2일  | 이승환        |
| 26회 | 5월 3일  | 이승환        |
| 26회 | 5월 4일  | 이승환        |
| 27회 | 5월 7일  | 구혜선        |
| 27회 | 5월 8일  | 구혜선        |
| 27회 | 5월 9일  | 구혜선        |
| 27회 | 5월 10일 | 구혜선        |
| 27회 | 5월 11일 | 구혜선        |
| 28회 | 5월 14일 | 변정수        |
| 28회 | 5월 15일 | 변정수        |
| 28회 | 5월 16일 | 변정수        |
| 28회 | 5월 17일 | 변정수        |
| 28회 | 5월 18일 | 변정수        |
| 29회 | 5월 21일 | 박해미        |
| 29회 | 5월 22일 | 박해미        |
| 29회 | 5월 23일 | 박해미        |
| 29회 | 5월 25일 | 박해미        |
| 30회 | 5월 28일 | 송대관        |
| 30회 | 5월 29일 | 송대관        |
| 30회 | 5월 30일 | 송대관        |
| 30회 | 5월 31일 | 송대관        |
| 30회 | 6월 1일  | 송대관        |
| 31회 | 6월 4일  | 현정화        |
| 31회 | 6월 5일  | 현정화        |
| 31회 | 6월 6일  | 현정화        |
| 31회 | 6월 8일  | 현정화        |
| 32회 | 6월 11일 | 강수지        |
| 32회 | 6월 12일 | 강수지        |
| 32회 | 6월 13일 | 강수지        |
| 32회 | 6월 14일 | 강수지        |
| 32회 | 6월 15일 | 강수지        |
| 33회 | 6월 18일 | 금보라        |
| 33회 | 6월 19일 | 금보라        |
| 33회 | 6월 20일 | 금보라        |
| 33회 | 6월 21일 | 금보라        |
| 33회 | 6월 22일 | 금보라        |
| 34회 | 6월 25일 | 심혜진        |
| 34회 | 6월 26일 | 심혜진        |
| 34회 | 6월 27일 | 심혜진        |
| 34회 | 6월 28일 | 심혜진        |
| 34회 | 6월 29일 | 심혜진        |
| 35회 | 7월 2일  | 신성우        |
| 35회 | 7월 3일  | 신성우        |
| 35회 | 7월 4일  | 신성우        |
| 35회 | 7월 6일  | 신성우        |
| 36회 | 7월 9일  | 티아라        |
| 36회 | 7월 10일 | 티아라        |
| 36회 | 7월 11일 | 티아라        |
| 36회 | 7월 12일 | 티아라        |
| 36회 | 7월 13일 | 티아라        |
| 37회 | 7월 16일 | 슈퍼주니어    |
| 37회 | 7월 17일 | 슈퍼주니어    |
| 37회 | 7월 18일 | 슈퍼주니어    |
| 37회 | 7월 19일 | 슈퍼주니어    |
| 37회 | 7월 20일 | 슈퍼주니어    |
| 38회 | 7월 23일 | 이충희 최란   |
| 38회 | 7월 24일 | 이충희 최란   |
| 38회 | 7월 25일 | 이충희 최란   |
| 38회 | 7월 26일 | 이충희 최란   |
| 38회 | 7월 27일 | 이충희 최란   |
| 39회 | 8월 13일 | 김수미        |
| 39회 | 8월 16일 | 김수미        |
| 39회 | 8월 17일 | 김수미        |
| 39회 | 8월 20일 | 김수미        |
| 40회 | 8월 21일 | 김건모        |
| 40회 | 8월 22일 | 김건모        |
| 40회 | 8월 23일 | 김건모        |
| 40회 | 8월 24일 | 김건모        |
| 41회 | 8월 27일 | 손담비        |
| 41회 | 8월 28일 | 손담비        |
| 41회 | 8월 29일 | 손담비        |
| 41회 | 8월 30일 | 손담비        |
| 41회 | 8월 31일 | 손담비        |
| 42회 | 9월 3일  | 김수희        |
| 42회 | 9월 4일  | 김수희        |
| 42회 | 9월 5일  | 김수희        |
| 42회 | 9월 6일  | 김수희        |
| 42회 | 9월 7일  | 김수희        |
| 특집 | 9월 17일 | 스페셜        |
| 특집 | 9월 18일 | 스페셜        |
| 특집 | 9월 19일 | 스페셜        |
| 특집 | 9월 20일 | 스페셜        |
| 특집 | 9월 21일 | 스페셜        |

## 결방
- 2012년 1월 23일 - 7시 20분부터 설 특집 <세자빈 프로젝트, 왕실의 부활> 편성[4]

- 2012년 1월 24일 - 7시 20분부터 설특집 <1대 100 스타퀴즈왕> 편성[5]
- 2012년 3월 14일 - 7시 45분부터 올림픽 축구 아시아 최종예선 <한국 VS 카타르> 중계 편성[6]
- 2012년 5월 24일 - 6시 10분부터 프로야구 <삼성 VS 롯데> 중계 편성
- 2012년 6월 7일 - 올림픽 축구 국가대표 평가전 <한국 VS 시리아> 중계 편성[7]
- 2012년 7월 5일 - 6시 50분부터 <K리그 올스타전> 중계 편성[8]
- 2012년 7월 30일 ~ 8월 3일 - 올림픽 중계 편성
- 2012년 8월 6일 ~ 10일 - 올림픽 중계 편성
- 2012년 8월 14일 - 8시 10분부터 <올림픽 선수단 환영 국민 대축제> 편성[9]
- 2012년 8월 15일 - 7시 45분부터 축구 국가대표 평가전 <한국 VS 잠비아> 중계 편성[10]

## 같이 보기
관련 항목
- 다큐멘터리 프로그램

방송 프로그램
- 다큐On, 시사직격 (KBS 1TV)
- 다큐멘터리 3일, 세상의 모든 다큐 (KBS 2TV)
- 휴먼다큐 사람이 좋다 (MBC TV)
- 마이 스토리, 휴먼다큐 사노라면 (MBN)
- 스타다큐 마이웨이 (TV조선)
- 한국경제 오디세이 (MBC 표준FM)

1. ↑  박아름 (2012년 1월 26일). “황우슬혜 심혜진 ‘선녀가 필요해’ 미리 엿봤더니..”. 뉴스엔. 2024년 4월 9일에 확인함.
2. ↑  박아름 (2012년 2월 17일). “‘스타 인생극장’ 주4회→5회 확대편성 왜?”. 뉴스엔. 2024년 4월 9일에 확인함.
3. ↑  김성희 (2012년 9월 10일). “KBS '스타인생극장' 폐지.."쉴 때가 되었다고 판단"”. 스타뉴스. 2024년 4월 9일에 확인함.
4. ↑  손진아 (2012년 1월 23일). “‘세자빈 프로젝트’ 아이유-보라 등 아이돌 총출동 폭풍관심”. 파이낸셜뉴스. 2024년 4월 9일에 확인함.
5. ↑  권혁기 (2012년 1월 18일). “설특집 '1대100-스타퀴즈왕', 역대 사상 최고 최대 출연진”. TV리포트. 2024년 4월 9일에 확인함.
6. ↑  박아름 (2012년 3월 14일). “한국 카타르 축구 생중계 여파 ‘선녀-스타인생극장’ ‘비타민’ 줄줄이 결방”. 뉴스엔. 2024년 4월 9일에 확인함.
7. ↑  “TV편성표-6월 7일”. 매일신문. 2012년 6월 7일. 2024년 4월 10일에 확인함.
8. ↑  정지원 (2012년 7월 5일). “K리그 올스타전 중계여파 ‘스타인생극장’ 오늘(5일) 결방”. 뉴스엔. 2024년 4월 9일에 확인함.
9. ↑  임지연 (2012년 8월 14일). “KBS 2TV, 2012 런던올림픽 선수단 환영 '국민 대축제' 방송”. 엑스포츠뉴스. 2024년 4월 9일에 확인함.
10. ↑  “[오늘의 경기/8월15일]축구 外”. 동아일보. 2012년 8월 15일. 2024년 4월 9일에 확인함.